# Teinostoma fernandesi
Teinostoma fernandesi là một loài ốc biển nhỏ, thuộc họ Turbinidae.

## Phân bố
Đây là loài đặc hữu của São Tomé và Príncipe.